# ガンバレットシリーズ
『ガンバレットシリーズ』は、ナムコ（後のバンダイナムコエンターテインメント）から発売されたガンシューティングゲームのシリーズ。ジャンルは「バラエティーガンシューティング」。

## 概要
さまざまなミニゲームから成り立ち、1人でも遊ぶことができるが、2人でパーティーゲーム的に対戦プレイができることを売りとしており、類似のゲームは他に存在しない。また、標的に生身の人間は登場せず、血液や死体の表現が一切無いため、アーケードゲームに対する規制の厳しいドイツにおいて、発売当時はゲームセンターに設置が許された唯一のガンシューティングゲームだった。
丸顔の「Dr.ドン」と面長の「Dr.ダン」の2人の探検家風の「オヤジ」がゲーム中に登場し、彼らはシリーズを通じたイメージキャラクターとなっている。

## 遊び方
- ゲーム開始時に「練習」「初級」「上級」「激ムズ」からコース（難易度）を選ぶ。「練習」は4ステージ構成で後の3つは16ステージ構成である。
- コースを選ぶとランダムに選ばれたステージ（ミニゲーム）が画面上に4つ表示され、任意のものを選択できる。4つのステージが終了（成功、失敗）すると、別のステージが充当される。「初級」と「上級」では「激ムズ」難度のステージが前者は3つ（シリーズによっては4つ）、後者は4つ必ず挿入される（選択するのを先延ばしすることはできるが決して避けられない）。
- 「標的を全て撃て」「オヤジを守れ」「弾一発で破壊しろ」「決められた弾数以内でノルマを達成しろ」「犯人を倒せ」「自分の色のマトを撃て」「連射で標的を破壊」など様々なカテゴリーの多くのステージがあり､それをクリアしていく。
- ステージにはノルマがあり､そのノルマを超えればクリア。ノルマはステージごとに変わる他、選んだコースによっても変化し、制限時間に余裕があるのもあれば極僅かで猶予が一切なかったり、使える弾数も無制限から無駄弾が全く許されなかったりと様々である。
- ノルマを達成できず失敗すると、ハートが一つ減る。ハートが全部なくなると、ゲームオーバー。対戦プレイの場合、ノルマ達成状況・クリアタイム・命中率で勝敗を判定する。
- 撃ってはいけないものを撃っても同様にハートが減る（誤射1回につき1つ減る）。撃ってはいけないものは次の物である。

※爆弾、民間人、相手の色の的（1P時→青い的/2P時→赤い的）、障害物（その他種類によって個別に指定されることもある）
- 練習コースを除き、ステージを半分終了するとボーナスゲームが出現し、4つの宝箱の中から1つ撃って、成功すればとハートが回復し、得点が加算される。宝箱の中身は以下の4つである。括弧の中はその効果を示す。

※ハート（ライフ回復）、コイン（得点加算）、ハート&コイン（ライフ回復+得点加算）、スカ（何も起こらない）
- 規定数のステージを終了すると最終ステージへと進み、最終ステージをクリアするとエンディングとなり、プレイ結果によっての評価が表示される（その後、上級、激ムズのみ、クリア特典としてスタッフロールが流れる。作品によっては流れない場合もある）。

## シリーズ

### ガンバレット
1994年10月発売、シリーズ第1作目。全50ステージ(うち2つはボーナスステージとラストステージ)を収録。使用基板は『ネビュラスレイ』などでも使用されたNB-1。
後に、タイムクライシスシリーズを始めとする、ナムコから発売されている業務用（アーケード）のほとんどのガンシューティングゲームで共通して使用されてきたガンコントローラー（ブローバック再現機構つき）が初めて採用されたゲームでもある。当時の類似ゲームよりも高い精度の着弾検出がセールスポイントの一つであり、ゲーム中でも小さな的を正確に射撃することが求められることがある。
プレイヤーの目的は狙いを定めてガンを撃ち、ステージごとに違うノルマを果たすこと。撃つべきでないものを射撃したり、ノルマを果たせずにいると、ステージ終了後にライフが減る。ライフの残量がなくなるとゲームオーバーとなる。
PlayStation版は『タイムクライシス』に続くガンコン対応第二弾ソフトで、こちらもガンコンとの同梱版も発売された。アーケードを完全移植したアーケードモードに加え、いくつかの家庭用オリジナルのアレンジモードが収録され、またアレンジモード限定の複数の新ステージも追加されて全74ステージになった。このアレンジモードには、様々なパターンで各ステージの練習ができる一人用の練習モード「トレーニング」、アーケードモードに前述の新ステージを追加した「スペシャル」、2人から最大8人まで様々なルールで遊べる（使うコントローラは一つでも可能。最大2つまで使用可）、多人数向けのお祭り的な「パーティープレイ」、ガンコンが使えるRPGにアレンジした一人用の「クエスト」の4つがある。なお、一部の追加ステージは「クエスト」で一定条件を満たさないとプレイできない。

### ガンバァール
1998年8月6日、PlayStation用ソフトとして発売。対戦・耐久・アーケードの3モードのほか、1人用の「テーマパークモード」を収録。『ガンバレット』に登場した人気キャラクターやステージは、アレンジされて本作にも引き継がれている。
アーケード版は家庭用からの逆移植である(基板にはPS互換のSYSTEM11を使用)。家庭用からさらに新しくステージが追加され（2017年現在、この新ステージはこのアーケード版のみでしか遊ぶことができない）、全72ステージに。ガンバレットの筐体からバージョンアップが可能。本作はナムコがSYSTEM11基板で開発・発売した最後のゲームとなった。

### ガンバレットフィーバー
1999年11月稼働開始のメダルゲーム。シングルプッシャーシリーズ第4弾として発表されたプッシャーゲーム。シリーズ名物のミニゲームが多数登場し、3色のチャッカーを狙ってメダルを通過させる形で再現している。

### ガンバリィーナ
2000年12月にアーケード版とPS版がほぼ同時に発売された。アーケード版は同シリーズの過去作である『ガンバレット』『ガンバァール』や、『オーバキューン』の筐体からのバージョンアップが可能。
また、新要素として、2人プレイ時はゲーム終了後に2人の相性診断の結果が表示される。
本作が、ナムコのゲームにおいてアタリ開発のフォントが使用された最後の作品となった。

### ガンバリコレクション プラス タイムクライシス
2002年12月12日に発売されたPlayStation 2用ソフト。
PlayStation版『ガンバレット』『ガンバァール』『ガンバリィーナ』および『タイムクライシス』をDVD-ROM1枚に収録し、ガンコン2に対応させたPlayStation 2移植版。新要素としてエクストラステージを追加。各収録タイトル毎に一定の条件を満たすことで4つの追加ゲームが遊べるようになるニューモードや過去にナムコがPlayStation向けに発売したガンコンタイトルの設定資料を観覧できる独自の要素も追加された。

### 右脳の達人 ガンバれっトレーナー
『右脳の達人 ガンバれっトレーナー』は、2006年5月18日発売のニンテンドーDS用ソフト。右脳の達人シリーズ第2作（ゲームジャンルは右脳シューティング）として発売されるが、「アーケード」というガンバレットシリーズ従来のモードも収録されている。タッチペンによる操作。

### ガンバレットアドベンチャーズ
『ガンバレットアドベンチャーズ』は2015年5月7日に配信が開始されたiOSおよびAndroid端末用アプリ。基本料金は無料、アプリ内で課金要素がある。欧州バンダイナムコエンターテインメントより配信され、日本語化する以前、海外では前年より配信されていた。250以上のミニゲーム、100以上のステージを収録。グラフィックは描き直されており雰囲気がやや異なる。現在は配信を終了している。

### ガンバレットX
2016年11月より発売。ただし稼働開始からしばらくはナムコ直営のアミューズメント施設でのみ展開され、その他のゲームセンター・アミューズメント施設などへは2017年夏以降に展開された。アーケード版としては約16年ぶりとなる最新作で、40ステージ以上を収録。
過去シリーズと同様の「ガチモード」に加えて、低年齢層向けの「あんしんモード」が搭載されている。
あんしんモードでの変更点は以下の通り。
- ハートの代わりにキャンディーが与えられ、ステージ選択のたびにキャンディーを消費する。
- ノルマ達成失敗や誤射でさらにキャンディーを減らされることはなく、必ずキャンディーの数だけステージをプレイできる[注 3]。
- トリガーを引いたままにすると自動的に連射状態となる。
- 撃った位置に対し、通常よりやや広めの範囲が命中扱いとなる。

## 関連作品
- タイムクライシスシリーズ
- オーバキューン